# نورمان وليامز (محامي)
نورمان وليامز (بالإنجليزية: Norman Williams)‏ هو محامي أمريكي، ولد في 6 أكتوبر 1791 في وودستوك في الولايات المتحدة، وتوفي بنفس المكان في 12 يناير 1868.